# PGC 676
LEDA/PGC 676  ist eine Spiralgalaxie mit aktivem Galaxienkern vom Hubble-Typ Sbc im Sternbild Andromeda am Nordsternhimmel. Sie ist rund 239 Millionen Lichtjahre von der Milchstraße entfernt.
Das Objekt ist Mitglied der Galaxiengruppe WBL 729, einer Gruppe von gravitativ aneinander gebundenen Galaxien mit einer durchschnittlichen Radialgeschwindigkeit von etwa 5020 km/s. Dieser Gruppe gehören außerdem noch PGC 2, PGC 18, PGC 73195 und IC 1525 an.